# Ellanda
Ellanda är en småort som ligger i Öja socken i Växjö kommun i Kronobergs län. Orten ligger nära de två tätorterna Öja och Gemla. Namnet "Ellanda" kommer från fornnordiskan och betyder ungefär "platsen med vattenkällor".[källa behövs]